# 大王镇 (芮城县)
大王镇，是中华人民共和国山西省运城市芮城县下辖的一个乡镇级行政单位。

## 行政区划
大王镇下辖以下地区：
新兴村、大王村、南山村、前坪村、小花村、斜坡村、双桥村、桥坪村、上坊村、金盆村、张村、小阳村、鲁庄村、韩卓村、小池村、观后村、观庄村、坂上村、磨涧村、李涧村、尚村、陈常村、古仁村、大阳村和樊庄村。